# Năzdrăvanii din pădure
Năzdrăvanii din pădure (titlul original: Open Season) este un film de animație american din 2006 regizat de Roger Allers și Jill Culton și co-regizat de Anthony Stacchi (în debuturile regizorale ale lui Culton și Stacchi), de la un scenariu de Nat Mauldin și echipa de scenariști a Steve Bencich și Ron J. Friedman, și o povestire pentru ecran de Culton și Stacchi, bazat pe o idee originală de Steve Moore și John B. Carls și produs de Michelle Murdocca. Produs de Columbia Pictures și Sony Pictures Animation (ca primul film al companiei) și distribuit de Sony Pictures Releasing, filmul prezintă vocile lui Martin Lawrence, Ashton Kutcher, Gary Sinise și Debra Messing. Acțiunea filmului urmărește pe Boog, un urs grizzly domesticit, care este lăsat liber în pădure, și face echipă cu Elliot, un cerb catâr cu un singur corn, să se întoarcă acasă înainte să înceapă sezonul de vânătoare.
Năzdrăvanii din pădure a fost lansat la cinematografe în Statele Unite pe 29 septembrie 2006 de Sony Pictures Releasing. A primit recenzii mixte din partea criticilor însă a fost un succes comercial, încasând $200,8 milioane pe un buget de $85 de milioane. Un joc video bazat pe film a fost lansat pe platforme multiple. A fost urmat de două continuări direct-pe-video și un prequel direct-pe-video: Năzdrăvanii din pădure 2 (2008), Năzdrăvanii din pădure 3 (2010) și Năzdrăvanii din pădure. Speriosul sperioșilor (2015). Un serial de animație 2D, Năzdrăvanii din pădure: Chemarea naturii, a avut premiera în 2023.

## Vocile în limba engleză
- Martin Lawrence - Boog
- Ashton Kutcher - Elliot
- Debra Messing - Beth
- Gary Sinise - Shaw
- Jon Favreau - Reilly
- Patrick Warburton - Ian
- Billy Connolly - McSquizzy
- Jane Krakowski - Giselle
- Cody Cameron - Mr. Weenie
- Matthew W. Taylor - Buddy